# Звонкая ретрофлексная аффриката
Зво́нкая ретрофле́ксная аффрика́та — один из согласных звуков, встречающийся в небольшом числе языков мира, распространённых в основном в регионах Центральной и Восточной Азии, а также отчасти Восточной Европы.
В Международном фонетическом алфавите (МФА) обозначается знаком ɖ͡ʐ (иногда — dʐ), в системе X-SAMPA — dz`.
Включается в консонантную систему ряда сино-тибетских языков, в том числе некоторых языков тибетской группы. Характерен также для языка бурушаски, памирских ваханского и мунджанского языков, дардского языка торвали, монгольских ойратского и даурского языков, финно-угорских удмуртского, коми-зырянского, коми-пермяцкого и коми-язьвинского языков, северокавказского абхазского языка, дравидийского языка ченчу и для языка ронга группы банту. Как один из вариантов реализации фонемы /ʎ/ отмечается в ряде западных говоров астурийского языка. Кроме этого, звонкая ретрофлексная аффриката ɖ͡ʐ представлена в славянских языках: в польском, сербохорватском и словацком, а также в лемковском варианте русинского языка.
Преназализованный вариант ретрофлексной аффрикаты ⁿɖʐ встречается в некоторых сино-тибетских языках и в дравидийском языке ченчу.

## Характеристика
Звонкая ретрофлексная аффриката выделяется следующими характеристиками:
- по способу образования: аффриката (сочетание взрывного ɖ и фрикативного ʐ) — образуется при раскрытии смычки (затвора) во время прохождения воздушной струи по речевому тракту (взрывная фаза), при этом артикулирующие органы раскрываются не полностью и между ними сохраняется некоторое сужение (щелевая шипящая фаза);
- по месту образования: переднеязычный постальвеолярный[англ.] ретрофлексный — образуется при активной артикуляции передней части спинки языка, при которой она, загнутая вверх и назад, находится вблизи или касается задней стороны альвеолярного отростка;
- по типу фонации: звонкий — образуется при сведении, напряжении и колебании голосовых связок, активно участвующих в артикуляции;
- по положению мягкого нёба: ртовый — образуется при поднятом мягком нёбе, закрывающем проход воздуха в полость носа;
- по относительной силе шумовых составляющих[англ.]: шумный — образуется при преобладании шумовых составляющих над тоном;
- по месту прохождения воздушной струи: срединный[англ.] — образуется при прохождении воздушной струи вдоль полости рта;
- по способу формирования воздушного потока: пульмонический — образуется на вдохе или выдохе, совершаемом лёгкими.

## Примеры
| язык            | язык                          | слово      | МФА                | значение  | примечание |
| --------------- | ----------------------------- | ---------- | ------------------ | --------- | --- |
| астурийский     | некоторые западные говоры     | ḷḷuna      | ['ɖ͡ʐunä]           | «луна»    | реализуется по говорам также, как [ʈʂ], [ɖ] и [t͡s], соответствует /ʎ/ в стандартном астурийском и остальных диалектах, обозначается знаком ḷḷ (che vaqueira) (на месте диграфа ll в стандартном языке)                       |
| китайский       | у                             | 长 / zhan  | [ɖ͡ʐaŋ]             | «расти»   | отмечается в части говоров |
| носу            | носу                          | ꎐ / rry   | [ʈ͡ʂa˧]             | «зуб»     | |
| польский        | литературный                  | dżem       | МФА: [ɖ͡ʐɛm]о файле | «джем»    | трактуется как ретрофлексный, в частности, С. Хаманном, описывается как ламинальный ɖ̻ʐ̻, рассматривается также как постальвеолярная аффриката d͡ʒ (или транскрибируется при помощи этого знака), см. статью Польская фонология |
| польский        | юго-восточные куявские говоры | dzwon      | [ɖ͡ʐvɔn̪]            | «звон»    | в речи части носителей говоров как результат гиперкоррекции при избавлении от мазурения (смешения /ɖ͡ʐ/ и /d͡z/ в [d͡z]) |
| польский        | сувалкские говоры             | dzwon      | [ɖ͡ʐvɔn̪]            | «звон»    | в речи части носителей говоров как результат гиперкоррекции при избавлении от мазурения (смешения /ɖ͡ʐ/ и /d͡z/ в [d͡z]) |
| русинский       | лемковский                    | саджыня    | [s̪aˈɖ͡ʐɯ̞ɲa]         | «посадка» | по говорам реализуется как альвеоло-палатальный согласный [d͡ʑ], см. статью Фонетика и фонология лемковского литературного языка                                                                                              |
| северный цян    | северный цян                  | vvdhe      | [ʁɖ͡ʐə]             | «звезда»  | |
| сербохорватский | сербохорватский               | џеп / džep | [ɖ͡ʐê̞p]             | «карман»  | апикальный, реализуется также как [dʒ] в зависимости от диалекта, см. статью Сербохорватская фонология |
| словацкий       | словацкий                     | džús       | [ɖ͡ʐu̞ːs]            | «сок»     | часто реализуется как апикальный, для обозначения обычно используется знак d͡ʒ см. статью Словацкая фонология |
| торвали         | торвали                       | حؕىگ        | [ɖ͡ʐiɡ̥]             | «длинный» | противопоставлен палатальной аффрикате /ɟʝ/ |